# Julia K. Stein
Julia Katharina Christine Stein, verheiratete Samwer (* 4. Dezember 1969 in Dinslaken; † 24. August 2024), war eine deutsche Schriftstellerin.

## Werdegang
Nach ihrem Abitur am Otto-Hahn-Gymnasium in Dinslaken studierte Julia K. Stein Literaturwissenschaft an der University of California, Berkeley und der Wesleyan University, erhielt an der Universität Bonn einen Magister der Philosophie und wurde 2009 mit einer Dissertation unter dem Titel Symbole der Erkenntnis über Friedrich Schlegels Lucinde und Novalis’ Heinrich von Ofterdingen am Lehrstuhl von Helmut J. Schneider promoviert.
Stein schrieb Romane für Jugendliche und Erwachsene, deren Handlungsorte häufig in den USA liegen und in denen es meistens um Liebe und Freundschaft geht. Ihre Bücher wurden unter anderem im Gmeiner-Verlag, im Ravensburger Verlag und im Carlsen Verlag publiziert. Publikationen von Stein wurden zum Beispiel für den Real Writers Award, den Daniil-Pashkoff Prize, Münchner Menü-Wettbewerb, den Literaturpreis Prenzlauer Berg und den Amazon Entdeckt! Autorenpreis nominiert.
Julia K. Stein lebte in München.

## Werke (Auswahl)

### Als Julia K. Stein
- Liebe kann man nicht googeln. Gmeiner, Meßkirch 2014, ISBN 978-3-8392-1491-6.
- Vergoogelt! Gmeiner, Meßkirch 2015, ISBN 978-3-8392-1726-9.
- Winterzauber in New York. Carslen Impress, Hamburg 2016, ISBN 978-3-646-60302-6.
- Leda & Silas Band 1 – Regenbogenzeit. Carslen Impress, Hamburg 2016, ISBN 978-3-646-60192-3.
- Leda & Silas Band 2 – Sternschnuppenzeit. Carslen Impress, Hamburg 2016, ISBN 978-3-646-60193-0.
- All I want for Christmas. Ravensburger Verlag, Ravensburg 2018, ISBN 978-3-473-58536-6.
- Let It Snow – Eine Winter-Lovestory in New York. Ravensburger Verlag, Ravensburg 2019, ISBN 978-3-473-54473-8.
- Café au Love – Ein Sommer in den Hamptons. Ravensburger Verlag, Ravensburg 2019, ISBN 978-3-473-58548-9.
- Montana Arts College 1 – Chasing fame Piper Verlag, München 2021, ISBN 978-3-492-06262-6.
- Montana Arts College 2 – Chasing dreams Piper Verlag, München 2021, ISBN 978-3-492-06261-9.

### Als Julia Samwer
- Die Sprache der Sprache / The Language of Language. In: Nasrin Amirsedghi: Türme Babylons: Sehnsucht nach bewohnbarer Sprache – eine mehrsprachige Anthologie. Romiosini Verlag, Köln 2004, ISBN 978-3-929889-68-0.
- Der Münchner bin ich. In: Otger Holleschek, Matthias Schlick: Der Glanz von M.: München-Stories. Piper Verlag, München 2011, ISBN 9783492264495, S. 39–48.
- Expectations and other poems. In: Writers Ink e.V.: Let’s heat our minds with open books: selected texts from the Daniil Pashkoff Prize 2012. ISBN 978-3-9813742-1-6, S. 113–115.

## Übersetzungen
- David Jacobson: Höchste Zeit für Plan B: Fluchtstrategien und Ausreden für alle Lebenslagen. Lübbe Ehrenwirth, 2008, ISBN 9783431037524